# Lenz oder die Freiheit
Lenz oder die Freiheit ist ein 1986 erstausgestrahltes, vom Südwestfunk unter der Regie von Dieter Berner für das westdeutsche Fernsehen produziertes vierteiliges, insgesamt etwa sechsstündiges Historiendrama. Es ist die Verfilmung des Anfang der 1960er Jahre von Stefan Heym geschriebenen, ursprünglich englischsprachigen Romans The Lenz Papers (in deutscher Übersetzung zuerst 1963 unter dem Titel Die Papiere des Andreas Lenz in Leipzig erschienen).
Vor dem historischen Hintergrund der Endphase der Badischen Revolution von 1848/49 erzählt der Film die Geschichte eines fiktiven Revolutionärs namens Andreas Lenz, der stellvertretend für jeweils sehr unterschiedliche sozusagen „namenlose“ Biografien steht, die sich bei revolutionären Erhebungen aktiv engagierten und sich nach deren Niederschlagung zur Emigration gezwungen sahen (im genannten Fall vgl. auch Forty-Eighters).

## Handlung
In der Rahmenhandlung entdeckt der US-amerikanische Soldat Sergeant Andrew Lenz 1944 auf dem Friedhof von Gettysburg das Grab seines Großvaters Captain Andrew Lenz, der aus Baden stammte und ursprünglich Andreas geheißen hatte.
Der Student und Soldat Andreas Lenz nimmt begeistert an der Badischen Revolution teil, in der sich die Sehnsucht nach Freiheit und Sinnenfreude mit der Utopie von der gewählten Volksregierung verbinden. Lenz steht dabei zwischen zwei Frauen, der freizügigen rothaarigen Josepha und der braven Bürgerstochter Lenore Einstein.
Nachdem die Revolution verloren ist, flieht Lenz mit vielen anderen in die Vereinigten Staaten, wo er auf Seiten der Nordstaaten am Bürgerkrieg teilnimmt und 1863 in der Schlacht von Gettysburg fällt.

## Folgen
- Folge 1: Aufbruch. Länge: 100 Minuten, Erstausstrahlung am 5. Oktober 1986
- Folge 2: Auf Messers Schneide. Länge: 94 Minuten
- Folge 3: Klare Fronten. Länge: 87 Minuten
- Folge 4: Die eigene Haut. Länge: 94 Minuten

## Hintergrund
Lenz oder die Freiheit bindet erfundene Figuren, darunter die Hauptakteure, gemeinsam mit historischen Personen in die historischen Ereignisse ein. Die Dreharbeiten fanden 1985 unter anderem in Belfort, Wintzenbach, Wissembourg, Rastatt und Forbach statt. Die Festungsanlagen von Belfort dienten als Ersatz für die nur noch in Resten vorhandene Festung Rastatt. In Rastatt selbst wurde im Inneren der noch erhaltenen Festungs-Kasematten sowie im Innenhof des Schlosses gefilmt. Das Rastatter Rathaus wird im Film vom Rathaus der elsässischen Gemeinde Wissembourg dargestellt, das Karlsruher Rathaus von demjenigen der Stadt Belfort. In Forbach wurde unter anderem an der Herrenwieser Schwallung gedreht, die historische Holzbrücke über die Murg in Forbach stellt eine deutsch-schweizerische Grenzbrücke über den Rhein dar, über die sich die geschlagenen Revolutionstruppen ins Nachbarland absetzen.
Der Film kostete den Südwestfunk etwa 10 Millionen DM (umgerechnet ca. 5 Millionen €). Das war für die damaligen Verhältnisse teuer, was auch später der Rechnungshof Baden-Württemberg monierte. So hinterfragte er unter anderem, ob es wirklich notwendig gewesen sei, für die Dreharbeiten eine aufwändig handgestickte Regimentsfahne zu verwenden.

## DVD
Der Film erschien als DVD im Oktober 2010. Als Bonusmaterial ist eine 43-minütige SWF-Filmdokumentation aus dem Jahr 1986 über die Dreharbeiten enthalten. Der Film von Hubertus Brock hat den Titel Eine Revolution wird nachgestellt – Beobachtungen bei der Verfilmung des Romans Lenz oder die Freiheit.